# Cabanes (Gerona)
Cabanes è un comune spagnolo di 759 abitanti situato nella comunità autonoma della Catalogna.